# Luzula atrata
Luzula atrata är en tågväxtart som beskrevs av Elizabeth Edgar. Luzula atrata ingår i Frylesläktet som ingår i familjen tågväxter. Inga underarter finns listade i Catalogue of Life.